# Manuel Castellano
Manuel Blas Rodríguez Castellano de la Parra (Madrid, 3 de febrero de 1826-Madrid, 3 de abril de 1880) fue un pintor, grabador y coleccionista español perteneciente al Romanticismo.
Cultivó la pintura de historia y de costumbres, en especial sobre tauromaquia, arte al que era muy aficionado. Entre los cuadros del primer tipo, destacan su recreación del Asesinato del conde de Villamediana (1868), ahora en el Museo de Historia de Madrid; la Muerte de Daoíz y defensa del Parque de Monteleón (1862), en el Museo Municipal de Madrid o El juramento de las tropas del marqués de la Romana, en el Museo del Ejército. En el ámbito de la pintura costumbrista destacan sus ilustraciones taurinas y su obra Patio de caballos de la plaza de toros de Madrid (Museo del Prado, 1853), que fue premiada en la primera Exposición Nacional de Bellas Artes de 1856.

## Carrera
Nacido en Madrid, inició su formación pictórica en la Academia de Bellas Artes de San Fernando de Madrid y luego estuvo trabajando para Carlos Luis Ribera en la ornamentación del techo del salón de sesiones del Congreso de los Diputados. Coleccionó grabados, dibujos y fotografías, y legó estas últimas a la Biblioteca Nacional.

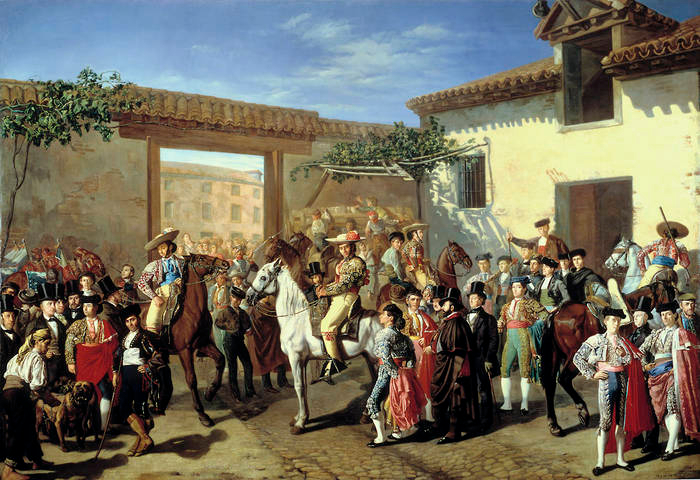
Entrada de cuadrillas antes de la corrida por el Patio de Caballos de la plaza de toros de Madrid (1853). Museo del Prado.

Consiguió una mención honorífica en 1856 en la primera Exposición Nacional de Bellas Artes con su cuadro de 1853 Patio de caballos de la plaza de toros de Madrid o Patio de caballos de la antigua plaza de Madrid, antes de la corrida (que fue derribada en 1874), donde son retratados destacados toreros de su tiempo (El Chiclanero, Chola, Cúchares, Paquiro y Regatero, entre otros) y al propio Marraci, uno de los más grandes aficionados y conocedores del arte de la lidia en el Madrid en aquellos momentos. Además aparecen dos perros que pueden atestiguar el origen español de la raza bullmastiff de perros ingleses.

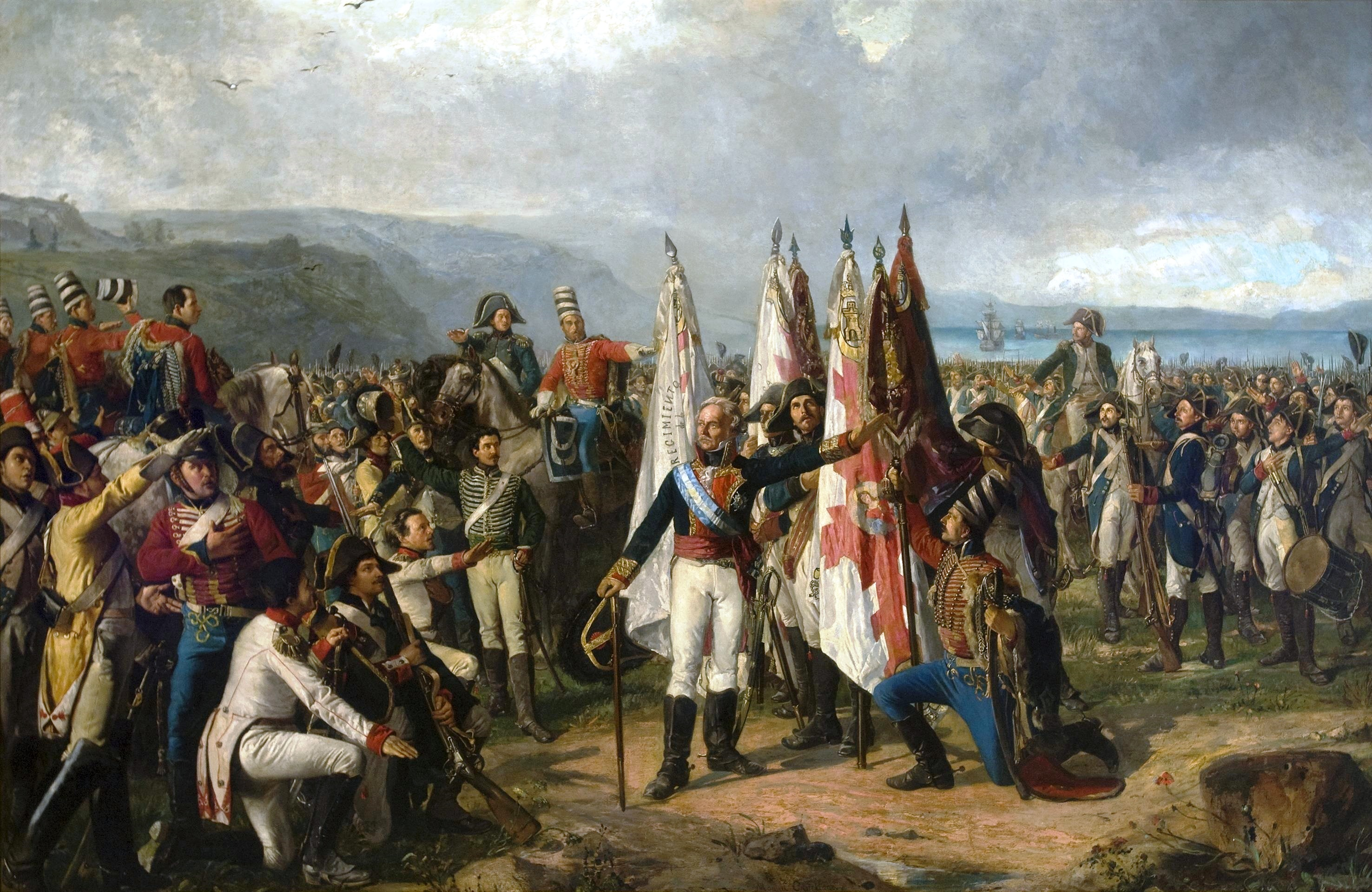
El juramento de las tropas del marqués de la Romana (Museo del Prado)

En 1862 logró un tercer premio en la Exposición Nacional con la obra Muerte de Daoiz y Velarde, en 1866 gracias a su Prisión de don Fernando Valenzuela y en 1868 debido a Muerte del conde de Villamediana. En 1875 consiguió ser pensionado en Roma. Pudo viajara por Italia y en Venecia copió un cuadro de Vittore Carpaccio. Más tarde pintó en París Juramento de las tropas del marqués de la Romana.

## Coleccionismo
Como coleccionista se le debe una de las primeras colecciones de fotografías de España, que donó en 1871 a la Biblioteca Nacional a cambio de grabados y estampas que esta tenía repetidos. Consiste esta colección en más de 22 000 fotografías, una segunda parte de ellas comprada al sobrino del pintor a la muerte de éste en 1880. Está constituida por retratos principalmente y vistas, la mayoría de las fotografías están reunidas en álbumes. El periodo cronológico que abarca es desde 1853 a 1871, aunque el grueso de la colección es de 1855 a 1870. El sobrino y heredero del pintor Manuel Castellano vendió también a la Biblioteca cerca de seis mil grabados que habían pertenecido a este gran coleccionista.
La Colección Castellano está actualmente estudiada por la amplitud de datos que facilita tanto sobre la historia del medio y del coleccionismo fotográfico, como sobre el panorama histórico, social y cultural del siglo XIX en Madrid.